# Georg Albert Lücke
Pour les articles homonymes, voir Lucke.
Georg Albert Lücke, né le 4 juin 1829 à Magdebourg en province de Saxe et mort le 20 février 1894 à Strasbourg (Empire allemand), est un chirurgien allemand, professeur à la faculté de médecine de Strasbourg.

## Biographie

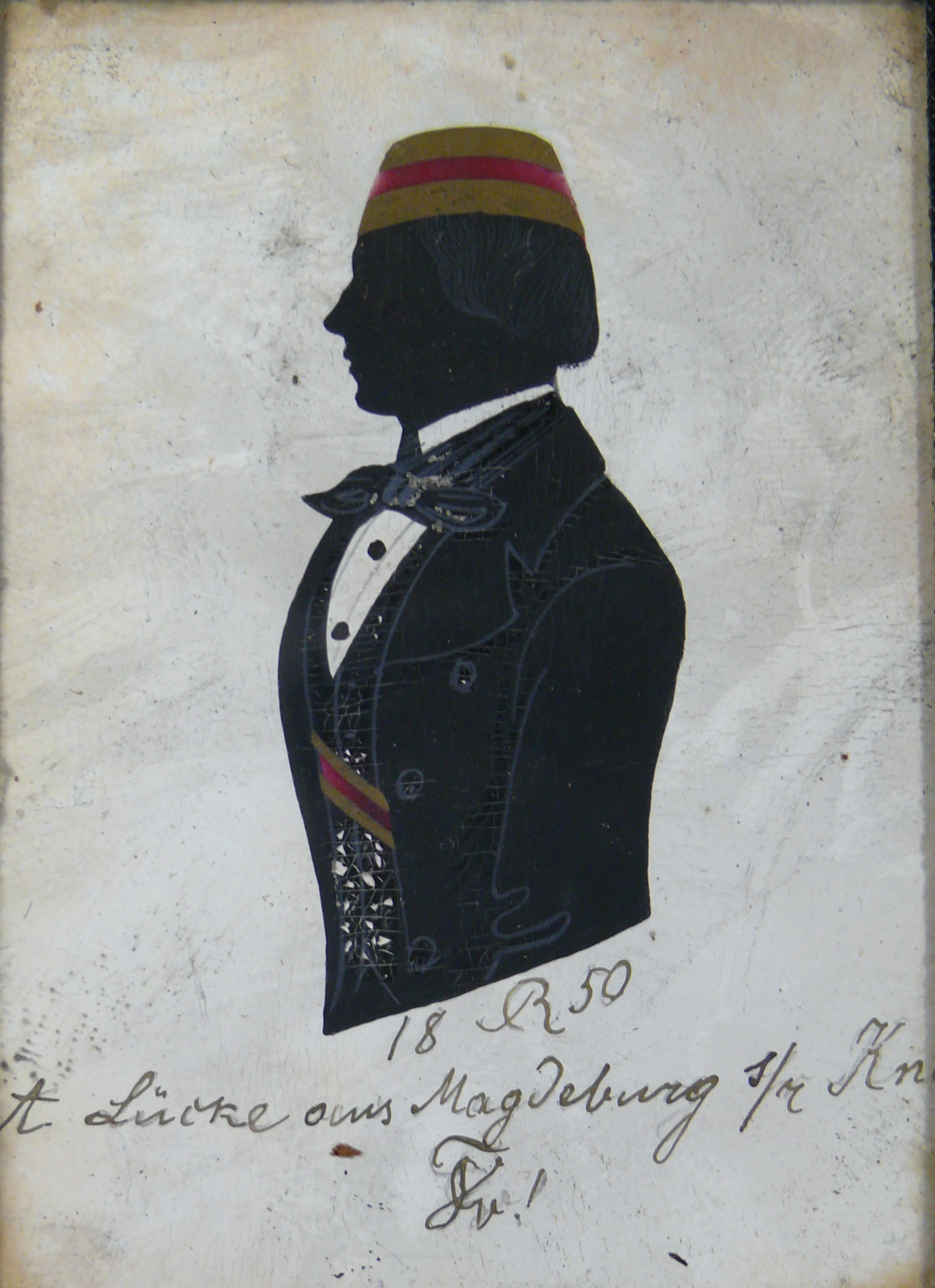
Silhouette de Lücke en étant membre du Corps Vandalia Heidelberg, 1850

Il était le fils de Johann Georg Karl Lücke et de Caroline Sophie Lücke née Coqui. Il épousa Johanna Henriette Fanny Methfessel, fille du professeur de musique Georg Adolf Friedrich Methfessel.
Ses premières dispositions auraient dû le porter vers la poésie et les beaux-arts, mais finalement il préféra la médecine, car il avait l'impression qu'il y avait là trop de grands problèmes à résoudre. Il commença ses études à l'université de Heidelberg puis, comme c'était alors l'usage en Allemagne, il les continua à Göttingen et à Halle, où il obtint son doctorat en 1854 avec une thèse : De Monstro Quodam Humano. Son diplôme obtenu, il voyagea quelque temps en Italie, en France et en Algérie.
À son retour en Allemagne, il fut nommé assistant de Blasius à Halle. Dans ce poste, il eut Volckmann comme collègue. En 1860, il quitta Halle pour Berlin, où il fut l'assistant de von Langenbeck jusqu'en 1865. Il l'accompagna dans la guerre des Duchés en 1864, s'acquittant de sa tâche avec tant de courage qu'il reçut une médaille « Pour le Mérite » et nota un grand nombre d'expérience chirurgicale.
En 1865, on lui offrit la chaire de chirurgie de l'université de Berne qu'il occupa jusqu'en 1872. Cette année-là, quand fut ouverte la nouvelle université allemande à Strasbourg, il accepta un appel pour y devenir professeur de chirurgie. Il occupa ce poste jusqu'à sa mort pour la plus grande gloire non seulement de la nouvelle Université, mais encore de la chirurgie allemande.
Lücke se remarquait, même parmi les professeurs allemands, pour son extraordinaire capacité de travail. Alors qu'il était l'assistant de Langenbeck à Berlin, il avait l'habitude de dire que souvent il ne quittait pas la clinique de toute la journée, n'interrompant la recherche dans laquelle il était plongé que pour prendre un repas sur le pouce. Son activité littéraire et scientifique jusqu'en 1888, quand sa santé a commencé à décliner, était phénoménale. Ses premières recherches portaient sur la nature du liquide des kystes hydatiques et la présence d'acide hippurique dans l'urine humaine, toutes les deux publiées dans les Virchows Archiv en 1860. Dans le même journal parurent des articles sur les « Kystes athéromateux des glandes lymphatiques » (1861), le « Pus Bleu », et la « Théorie des Résections » (1862).
Parmi ses autres contributions à la science médicale on peut mentionner son article sur « L'Origine et la Croissance de Tumeurs au cours de la Grossesse » (1862), « La Nature des Tumeurs » (1863-66), son enquête en collaboration avec Klebs sur « L'Ovariotomie et notre connaissance des tumeurs abdominales » (1867), « Le Pied bot congénital » (1871) et « Le Pied plat inflammatoire » (1872). Lucke a écrit pour le Manuel de Pitha, consacré à la chirurgie générale et particulière, une monographie sur « Les Tumeurs » (1869) et une autre sur les « Maladies de la Thyroïde » (1875). Son expérience de chirurgie militaire au cours de la Guerre des duchés, qu'il avait consignée dans ses Kriegchirurgische Aphorismen, publiés en 1865, s'est grandement élargie pendant la guerre franco-prussienne de 1870, où il était responsable d'un hôpital à Darmstadt. De la mi-août à la fin octobre environ 1 000 blessés ont reçu ses soins et l'on peut voir dans ses Kriegschirurgische Fragen und Bemerkungen (1871) la façon dont en cette occasion il mit la philanthropie au service de la science.
En 1872, Lücke, en collaboration avec C. Hueter, a fondé la (de) Deutsche Zeitschrift für Chirurgie, qu'il n'a pas cessé de diriger jusqu'à sa mort. Il y a paru sous sa plume un certain nombre d'articles sur des sujets qui couvraient le domaine entier de la chirurgie. On peut mentionner dans le nombre Résection de la deuxième branche du trijumeau (Vol. 4, 6), Néphrectomie (Vol. 15) et Laparotomie et Suture de l'intestin dans le cas de perforation ulcéreuse due à la fièvre typhoïde (Vol. 25).
En 1879, il a entrepris, en collaboration avec Billroth, le grand ouvrage, Deutsche Chirurgie, dont 66 parties ont paru. La section sur les Tumeurs est de la propre plume de Lücke et la totalité du travail porte la marque de son soin éditorial, de sa maturité littéraire et de son expérience de la chirurgie.
Lucke était un enseignant brillant et il n'était pas moins habile avec le scalpel comme chirurgien qu'avec le stylo[Interprétation personnelle ?]. Ses élèves l'adoraient[Interprétation personnelle ?] ainsi que tous ceux qui avaient le privilège de le connaître de près. Sa vie de famille était heureuse[réf. nécessaire], mais les années dernières de sa vie ont été assombries par des calamités de nature à toucher particulièrement un homme aussi sensible que lui[non neutre]. Peu après son arrivée à Strasbourg il a perdu deux enfants de la diphtérie et on a remarqué que toujours par la suite il avait une horreur particulière pour cette maladie ; en particulier, il montrait toujours beaucoup de réticence à pratiquer une trachéotomie.
Le goût que très tôt Lücke a montré pour l'art l'a accompagné tout au long de sa vie et les « vers de circonstance » par lesquels il se reposait de ses études plus sérieuses n'étaient pas dénués d'une vraie inspiration poétique ; il lui aurait fallu seulement la cultiver un peu pour qu'il se fît une niche dans la noble cathédrale gothique de la poésie allemande[non neutre].

## Œuvres
- (de) Zur Behandlung des Kropfes, besonders des festen Kropfes, Berlin, 1868.
- (de) Die Lehre von den Geschwülsten in anatomischer und klinischer Beziehung, Erlangen: Enke, 1869.
- (de) Ueber die chirurgische Behandlung des Kropfes, Leipzig: Breitkopf & Härtel, 1870.
- en tant qu'éditeur avec Theodor Billroth: Deutsche Chirurgie. 1879 p. (poursuivi par Paul von Bruns (de))